# Nguyễn Thu Thủy (hoa hậu)
Nguyễn Thu Thủy (20 tháng 6 năm 1976 - 5 tháng 6 năm 2021), quê gốc ở Nam Định, sinh ra và lớn lên ở Hà Nội, là Hoa hậu Việt Nam năm 1994 , trong cuộc thi Hoa hậu Việt Nam do Báo Tiền phong tổ chức tại Cung Văn hóa Hữu nghị Hà Nội. Cô còn giành giải thí sinh có phần trả lời ứng xử hay nhất tại cuộc thi.

## Tiểu sử
Nguyễn Thu Thủy sinh ngày 20 tháng 6 năm 1976 tại Hà Nội trong một gia đình trí thức, cả ba và mẹ cô đều là cán bộ nghiên cứu của Viện Ngôn ngữ học. Cha của cô là Giáo sư, Tiến sĩ ngôn ngữ học Nguyễn Văn Lợi. Ông Lợi từng là Phó Viện trưởng Viện Ngôn ngữ. Mẹ cô là Tiến sĩ Chu Bích Thu chuyên soạn giả từ điển, là nguyên Trưởng phòng Từ điển của Viện này. Cô có một em trai sinh năm 1985, hiện đã có gia đình.
Sau khi đoạt vương miện, Thu Thủy đỗ Học viện Ngoại giao nhưng chỉ theo học một thời gian để sang Mỹ theo đuổi ngành Quản trị kinh doanh. Cô theo học Học viện Ngoại giao khóa 21 từ năm 1994 nhưng đã từ bỏ để sang Mỹ du học ngành quản trị kinh doanh, sau đó về nước mở thẩm mỹ viện tại Hà Nội. Thẩm mỹ viện đầu tiên của cô có tên là Bellissima Salon tại Phố Huế, Hà Nội. Cô cũng có biệt danh là Bellissima Thủy.
Năm 2011, ở tuổi 35, cô là Chủ tịch Hội đồng quản trị, Tổng Giám đốc chuỗi Bellissima Salon & Spa, Chủ sở hữu thương hiệu XaXi Nail, CEO Công ty Thiên Thủy. Công ty của Thu Thủy lúc đó có mặt ở Bắc, Trung, Nam các Spa với trên 100 nhân viên. Hoạt động kinh doanh sau đó bị phá sản, thu hẹp.
Thu Thủy theo đuổi công việc MC truyền hình từ năm 2015. Cô từng làm biên tập viên cho Đài truyền hình Công an nhân dân, VTC14.
Năm 2015, sau khi trở về từ châu Âu, Thu Thủy từng thực hiện bộ phim về người Việt ở châu Âu, trong đó chị đóng vai trò tổ chức sản xuất, biên kịch và biên tập.

## Đời tư
Nguyễn Thu Thủy trước khi mất sống đơn thân với hai con. Cô có một người chồng cưới năm 2002 khi cô 26 tuổi và ly hôn năm 2005 khi cô 29 tuổi. Cô là người chủ động ly hôn. Kể từ đó cô là bà mẹ đơn thân đến ngày cô qua đời (ngày 5 tháng 6 năm 2021). Cô có hai con, con trai sinh năm 2004 với người chồng cũ, và con gái sinh với người yêu năm 2008. Theo thỏa thuận, sau khi ly hôn 2005, con trai còn bé nên ở với mẹ. Khi con trai lên cấp ba, con trai theo bố vào Sài Gòn sống. Con cô đều học trường quốc tế .
Thu Thủy vướng vào hai vụ scandal là người thứ 3 năm 2014 và 2017. Vào năm 2014, nhà văn Nguyễn Quỳnh Trang đã chỉ đích danh tên của Hoa hậu Thu Thủy khi tố chồng ngoại tình. Năm 2017, em họ Thu Thủy (tên Phương Anh) đã tâm sự về việc bị Hoa hậu cướp chồng chỉ 20 ngày trước lễ cưới cách đây 12 năm (tức năm 2005). Thu Thủy im lặng không trả lời.

## Qua đời
Cô qua đời vào lúc 4 giờ 30 phút sáng ngày 5 tháng 6 năm 2021 sau một cơn đột quỵ Theo nguồn tin từ Bệnh viện Trung ương Quân đội 108 (Hà Nội), khoảng 23 giờ ngày 4/6, Hoa hậu Nguyễn Thu Thủy được người thân đưa vào viện cấp cứu. Thời điểm này, bệnh nhân đã bị ngừng tim. Nguyên nhân mất chưa được làm rõ vì gia đình chỉ cho biết là cô đã bị bệnh mấy ngày trước khi qua đời.